# Alpina B12

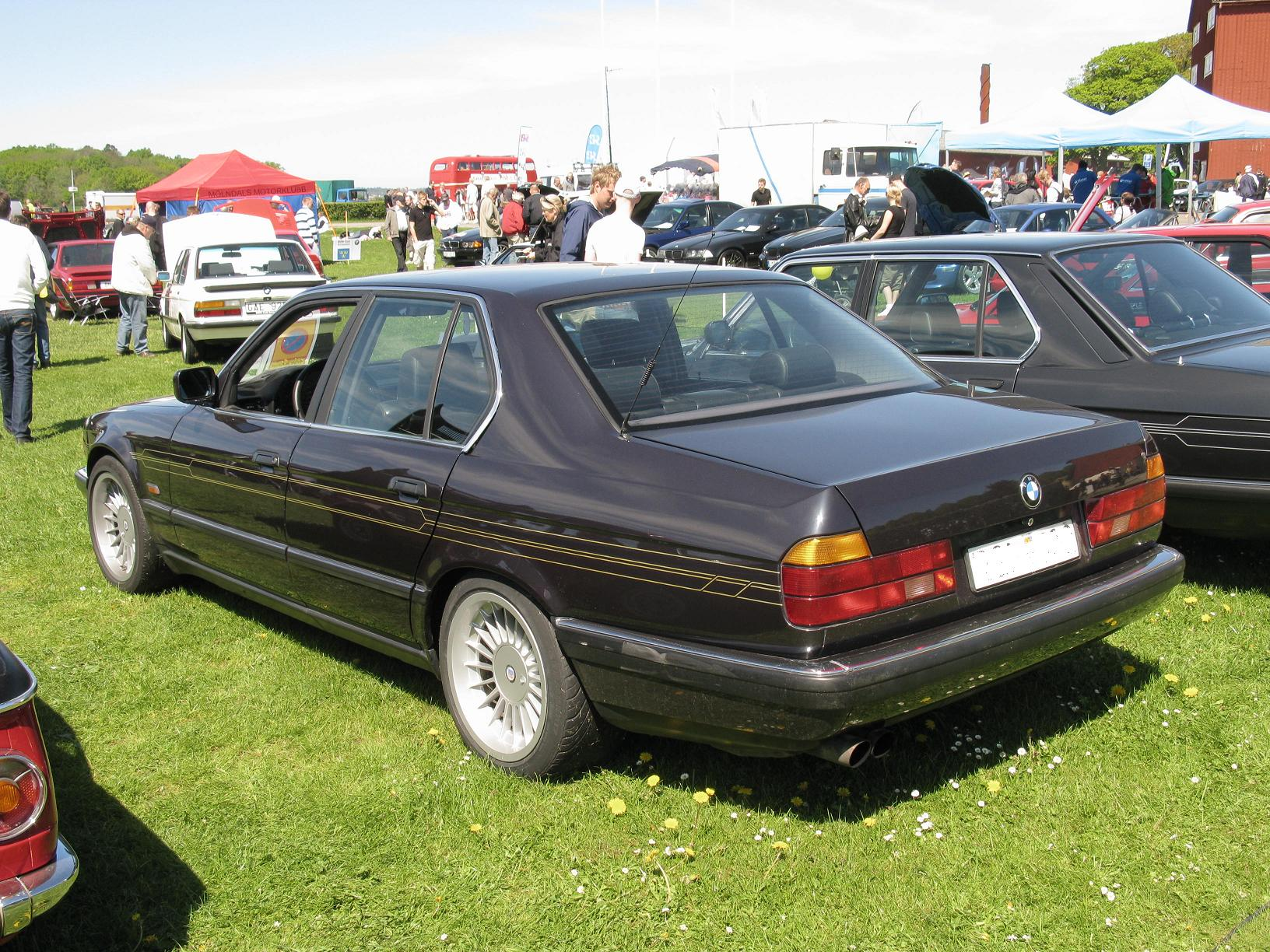
Alpina B12 5.0

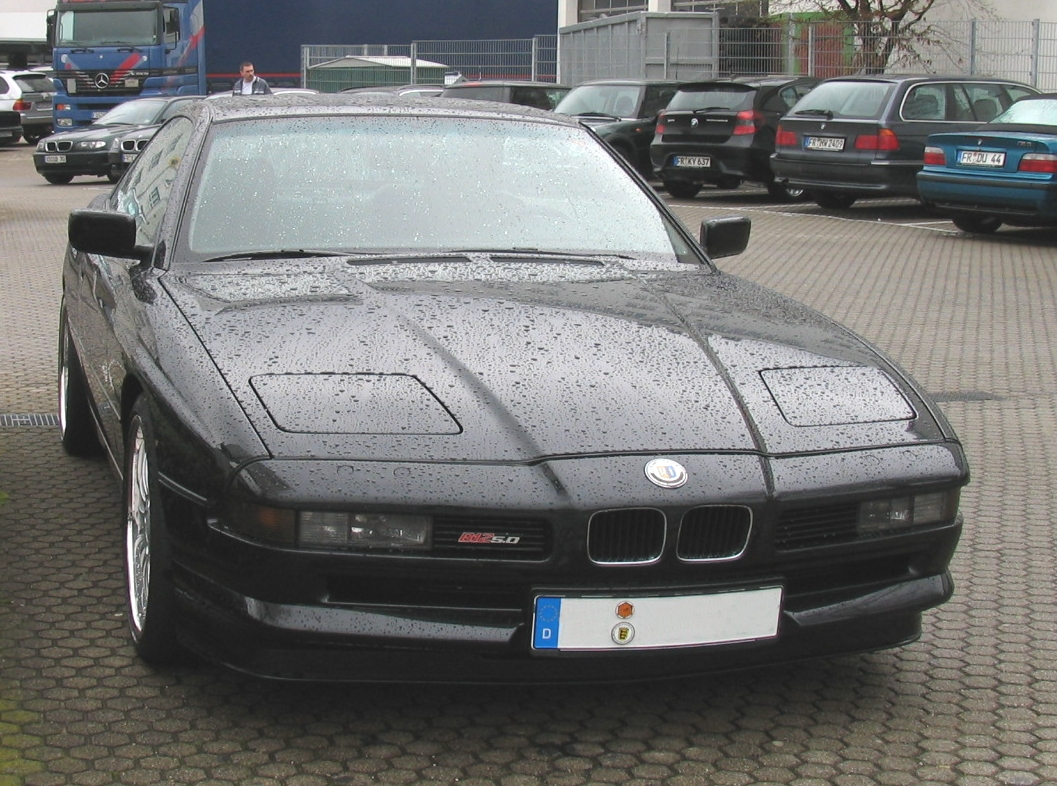
Alpina B12 5.0 Coupé

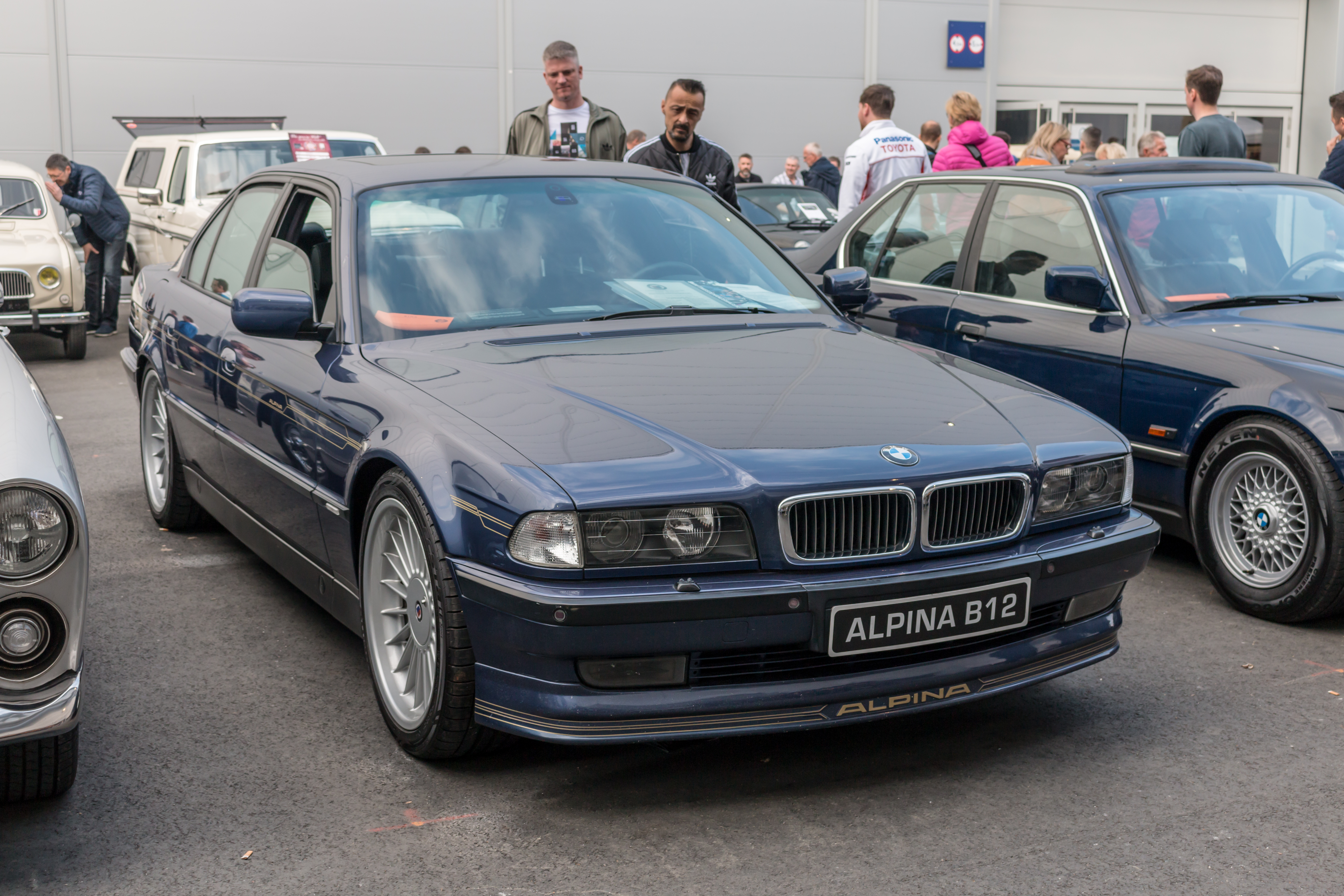
Alpina B12 5.7

Alpina B12 ist die Bezeichnung des Pkw-Herstellers Alpina für seine Oberklassemodelle und Sportcoupe (E31) mit Zwölfzylinder-Ottomotor. Bisher wurde die Modellbezeichnung für fünf verschiedene Modelle auf der Basis von  drei BMW-Limousinen der 7er Reihen (Typen E32 und E38) sowie der Coupés der 8er Reihe (E31) 
verwendet.
Die im Hubraum unverändert belassenen Varianten B12 5.0 – auf Basis des 850i (bzw. ab 1993 850Ci) erreichen durch diverse Optimierungen 257 kW (350 PS) und 470 Nm. Auch ist die Geschwindigkeitsbegrenzung von 250 km/h aufgehoben; das Coupé erreicht eine Höchstgeschwindigkeit von 281 km/h. Der E32 ist mit 275 km/h angegeben und der E38 mit 6 Liter Hubraum in seiner stärksten Variante mit 316 kW (430 PS) schafft laut Werksangabe 291 km/h.
Ende des Jahres 1992, kurz nach Markteinführung des BMW 850 CSi, stellte Alpina den im Hubraum um exakt 700 cm³ vergrößerten B12 5.7 vor. Durch Überarbeitung des Motors und Hubraumerhöhung auf 5646 cm³ wurde eine Motorleistung von 306 kW (416 PS) und ein maximales Drehmoment von 570 Nm erzielt. Auch wurde wieder auf die Geschwindigkeitsbegrenzung verzichtet, wodurch eine Höchstgeschwindigkeit von (über) 300 km/h erreicht wird. Bei diesem Modell war neben dem Sechsgang-Schaltgetriebe alternativ eine Sechsgang-Shifttronik erhältlich, bei der das Kupplungspedal entfiel. Diese Shifttronik ist ein Vorläufer des SMG. Beim Gangwechsel wird mit dem Schalthebel die Kupplung vollautomatisch betätigt. In der Zeit von November 1992 bis November 1996 verließen insgesamt 57 Stück des B12 5,7 das Alpina-Werk in Buchloe.

## Motoren
| Modell        | Typ | Hubraum  | Zylinder | Leistung            | Drehmoment          | 0–100 km/h | vmax         | Bauzeit         | Stückzahl |
| ------------- | --- | -------- | -------- | ------------------- | ------------------- | ---------- | ------------ | --------------- | --------- |
| B12 5.0       | E32 | 4988 cm³ | 12       | 257 kW bei 5300/min | 470 Nm bei 4000/min | 6,9 s      | ca. 275 km/h | 07/1988–01/1994 | 305       |
| B12 5.0 Coupé | E31 | 4988 cm³ | 12       | 257 kW bei 5300/min | 470 Nm bei 4000/min | 6,8 s      | 281 km/h     | 06/1990–05/1994 | 97        |
| B12 5.7 Coupé | E31 | 5646 cm³ | 12       | 306 kW bei 5400/min | 570 Nm bei 4000/min | 5,8 s      | 300 km/h     | 11/1992–12/1996 | 57        |
| B12 5.7       | E38 | 5646 cm³ | 12       | 285 kW bei 5200/min | 560 Nm bei 4100/min | 6,4 s      | > 280 km/h   | 12/1995–08/1998 | 202       |
| B12 6.0       | E38 | 5980 cm³ | 12       | 316 kW bei 5400/min | 600 Nm bei 4200/min | 5,9 s      | 291 km/h     | 07/1999–07/2001 | 94        |